# Arcotheres tivelae
Arcotheres tivelae is een krabbensoort uit de familie van de Pinnotheridae. De wetenschappelijke naam van de soort is voor het eerst geldig gepubliceerd in 1936 door Gordon.